# ALL FOR LOVE
『ALL FOR LOVE』（オール・フォー・ラブ）は、藤重政孝1枚目のアルバム。1994年9月16日に EMIミュージック・ジャパンからリリース。

## 解説
自身の作詞およびBLOWの野中則夫の作曲・編曲で行った。

## 収録曲
作詞：藤重政孝
作曲・編曲：野中則夫
作曲：ハワード・キリー（M-9）
1. 激しく激しい情熱
2. 永遠の出逢い
3. School Days
4. 空
5. 愛してるなんて言葉より…
6. 君を守りたい
7. Crazy
8. 窓際のシルエット
9. あの日見た少年
10. 強くかかげた夢